# Плоче

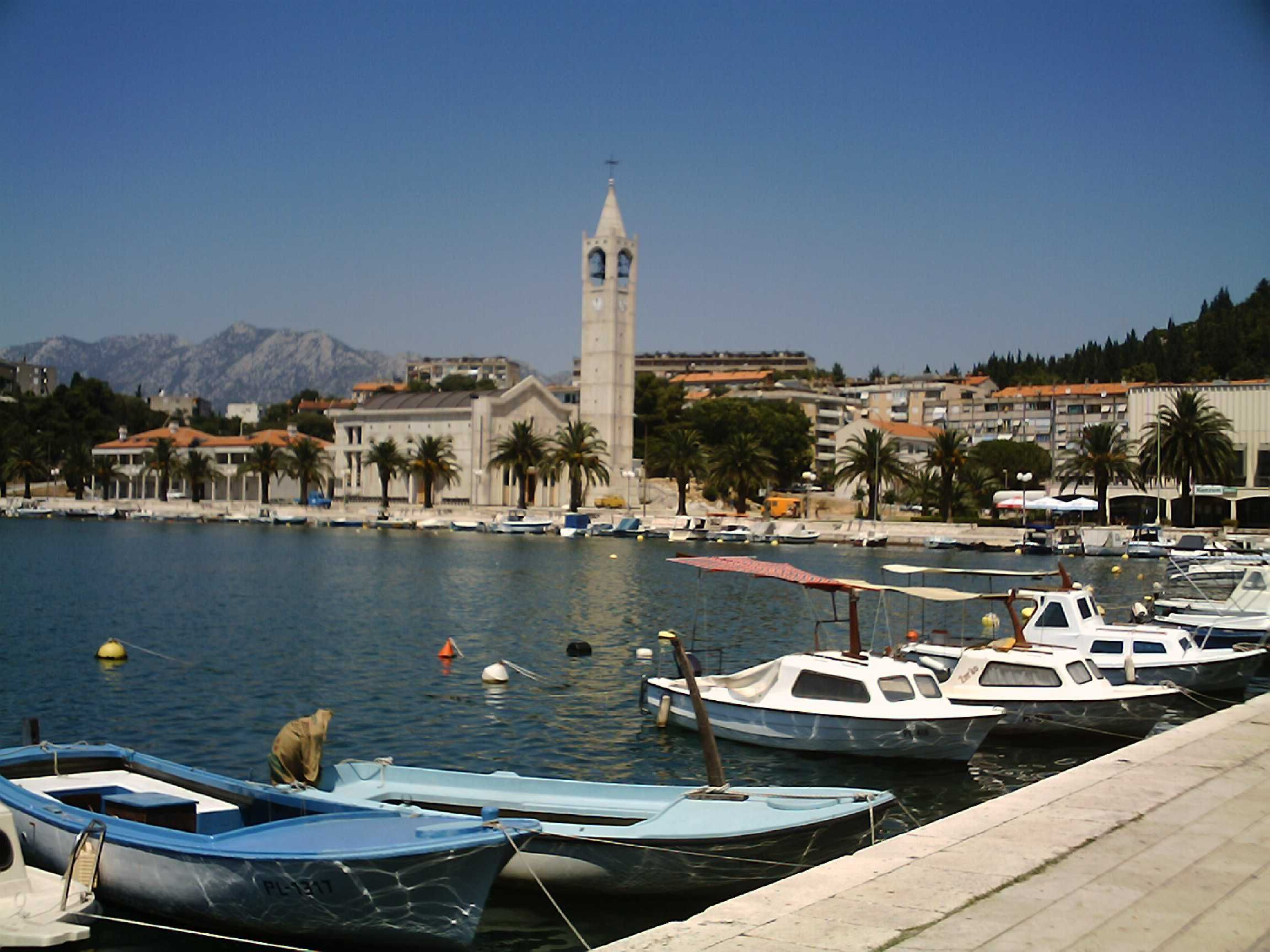
Гавань

Пло́че (хорв. Ploče) — город в Хорватии, в юго-восточной части страны, в жупании Дубровник-Неретва. Население — 6 537 человек (2001).

## Общие сведения
Плоче находится в дельте Неретвы, чуть севернее места впадения основного рукава реки в Адриатическое море. В 15 километрах к северо-востоку находится город Опузен, в 25 километрах в том же направлении — Меткович. В 90 километрах к юго-востоку находится Дубровник, в 60 километрах к северо-западу — Макарска. Плоче — крупный транспортный узел, через город проходит Адриатическое шоссе, идущее вдоль хорватского побережья, кроме того, в городе заканчивается Панъевропейский транспортный коридор 5С Будапешт — Осиек — Сараево — Плоче. В городе расположен крупный торговый порт. Паромная линия связывает Плоче с посёлком Трпань на полуострове Пельешац. В двух километрах к северу от города находятся популярные у туристов и рыболовов Бачинские озёра.

## История и экономика
Первое упоминание о населённом пункте под названием Велика Увала, находившемся на месте современного Плоче, относится к 1387 году. Поселение в месте впадения Неретвы имело важное значение, как порт и как место, где пересекались торговые пути вдоль Адриатики и вверх по Неретве к Метковичу. Впоследствии, однако, порт и поселение пришли в упадок и практически исчезли.
Первые попытки восстановить порт на этом месте были предприняты оккупационной итальянской администрацией в годы Второй мировой войны. По окончании войны властями Югославии было принято решение о строительстве здесь большого порта и города при нём, получившего имя Плоче. Порт и первые городские районы строились 5 лет, с 1945 по 1950 год, после окончания строительства Плоче был переименован в Карделево, в честь Э. Карделя, сподвижника Тито. Через 4 года город снова стал носить имя Плоче, однако вновь переименован в Карделево в 1979 году, после смерти Карделя. После обретения Хорватией независимости в 1991 году город в третий раз за 50 лет стал называться Плоче.
Помимо порта, в городе расположено много предприятий пищевой промышленности, что связано с соседством исключительно плодородной дельты Неретвы, и несколько других фабрик.